# Arhodia rosalinda
Arhodia rosalinda är en fjärilsart som beskrevs av Thierry-mieg 1892. Arhodia rosalinda ingår i släktet Arhodia och familjen mätare. Inga underarter finns listade i Catalogue of Life.